# Negev-Gipfel

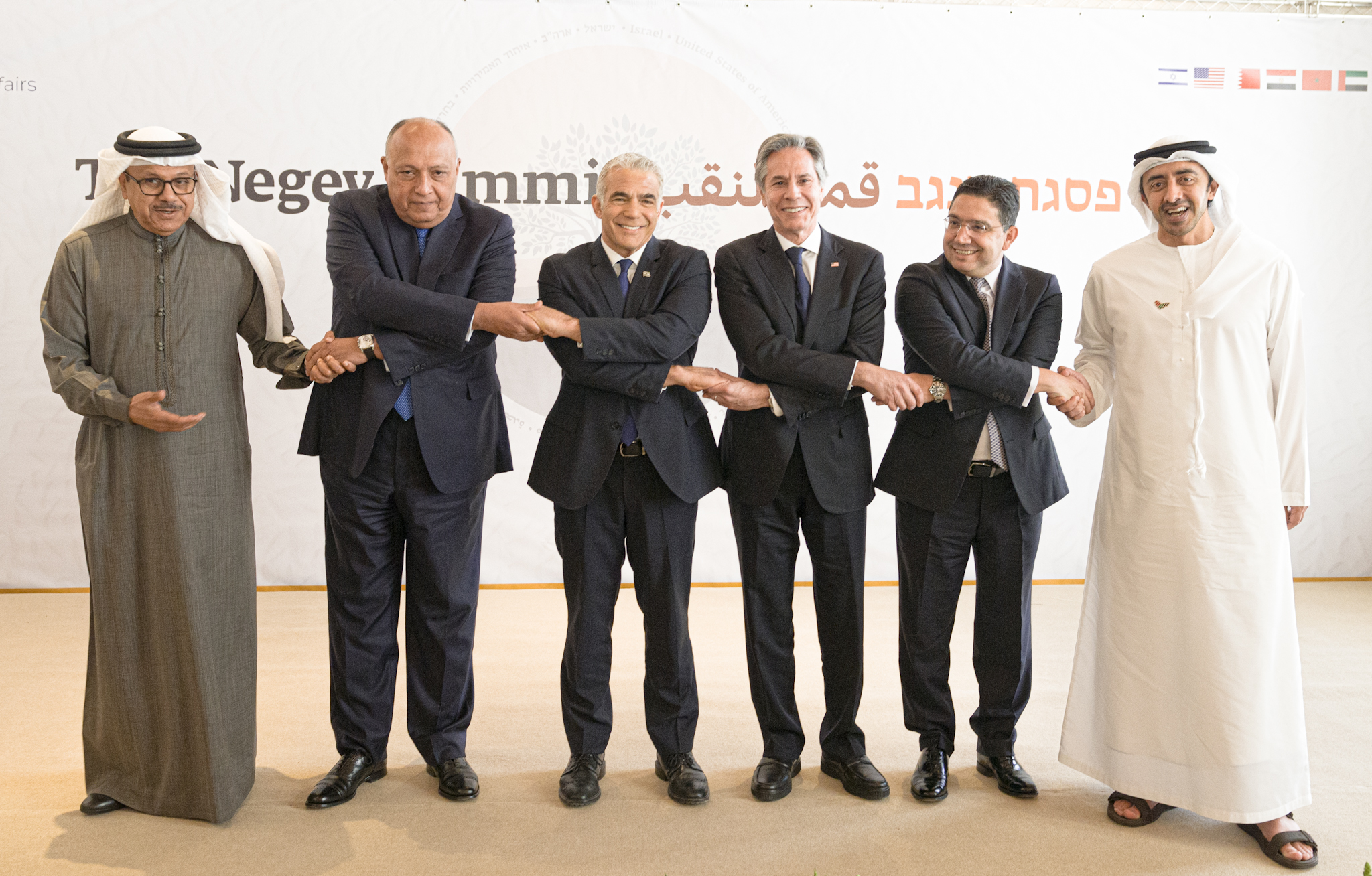
Teilnehmer des Gipfels: (von links nach rechts): Abdullatif bin Raschid al-Sajani, Samih Schukri, Jair Lapid, Antony Blinken, Nasser Bourita, Abdullah bin Zayid Al Nahyan

Der Negev-Gipfel fand am 27. und 28. März 2022 in Sde Boker in Israel statt. Dabei trafen die Außenminister von Israel, Bahrain, Ägypten, Marokko, den Vereinigten Arabischen Emiraten und den USA, auf Einladung des israelischen Außenministers Jair Lapid aufeinander.

## Teilnehmer
Vier der sechs teilnehmenden Minister kamen dabei aus arabischen Ländern.
- Abdullah bin Zayid Al Nahyan, Außenminister der Vereinigten Arabischen Emirate
- Abdullatif bin Raschid al-Sajani, Außenminister von Bahrain
- Nasser Bourita, Außenminister Marokkos
- Samih Schukri, Außenminister Ägyptens
- Jair Lapid, Außenminister Israels
- Antony Blinken, Außenminister der USA

## Geschichte
Der Gipfel wurde mit dem Ziel geplant einen Gegenpol zum Iran zu bilden. Es wurden Arbeitsgruppen zu den Themen, nationaler Sicherheit, Bildung, Gesundheit, Energie, Tourismus, Essen und Wasser, gegründet.
Auf dem Gipfel vereinbarten die Teilnehmer regelmäßige Treffen über regionale Sicherheit und die Vertiefung von wirtschaftlichen und diplomatischen Beziehungen. Die Treffen sollten jeweils in einer Wüstenstaat in einem der sechs teilnehmenden Staaten stattfinden.